# Hamadia (Tiaret)
Pour les articles homonymes, voir Hamadia.
Hamadia est une commune de la wilaya de Tiaret en Algérie.

## Géographie
La commune de Hamadia est située dans la partie nord de la haute plaine de Sersou. Elle est située à 57 km de Tiaret et 227 km d'Alger. Elle est limitée par :
- Au nord par la commune de Tissemsilt et celle de Bougara.
- Au sud par la commune de Rechaïga.
- À l'est par les communes de Bougara et de Rechaïga.
- À l'ouest par la commune de Mahdia et celle de Aïn Zarit.

Dans l'ensemble, le territoire de Hamadia présente peu de relief avec toutefois deux vallées : au nord de l'oued Zilène et l'oued Nahr Ouassel et au sud l'oued Mechti.
Elle est traversée par la route nationale RN 40, ayant pour dénomination « rocade ».

## Histoire
Hamadia a été une commune ayant accueilli de nombreux réfugiés harkis[réf. nécessaire]..